# كريس كيرلاخ
كريس كيرلاخ (بالإنجليزية: Chris Gerlach)‏ هو سياسي أمريكي، ولد في 17 نوفمبر 1964. حزبياً، نشط في الحزب الجمهوري لمينيسوتا ‏ والحزب الجمهوري. وقد انتخب عضو مجلس ولاية مينيسوتا.